# Ochotské moře
Ochotské moře (rusky Охотское море, japonsky オホーツク海) je okrajové moře v severozápadní části Pacifiku. Ohraničuje jej poloostrov Kamčatka, Kurilské ostrovy a ostrovy Sachalin a Hokkaidó. Jeho rozloha je 1 580 000 km² a max. hloubka 3521
m. Skoro celé pobřeží, které omývá, patří Rusku. Voda z řeky Amur snižuje slanost moře a rozšiřuje tak plochu, kde se tvoří ledové kry. Rezervy ropy a zemního plynu jsou pro Ochotské moře vypočteny na 3,5 miliardy tun.

## Etymologie
Rusové nejdříve Ochotské moře nazývali Lamské moře (z tunguzského slova lamm – moře), na starých ruských mapách se pro toto moře také užívalo názvů Penžinské nebo Kamčatské moře.
Současný název moře je odvozen od prvního ruského města na Dálném východě, od Ochotsku. A jméno Ochotsk vzniklo buď z evenských slov achot – velký nebo ochat – řeka, což si kozáci poruštili a vzniklo z toho Ochotsk.
Japonci nazývali toto moře Hokkai (北海), doslova Severní moře. Ale protože toto jméno odkazuje na Severní moře v Atlantském oceánu, změnili název na Ohotsuku-kai (オホーツク海), což je adaptace ruského jména na normy japonské fonetiky.

## Geografie
Ochotské moře na východě obklopuje západní pobřeží Kamčatky, na jihu a jihovýchodě Kurily a severní pobřeží ostrova Hokkaidó, na západě východní pobřeží ostrova Sachalin a asijskou pevninu až po ústí Penžiny na severu. Tatarský a La Pérousův průliv ho spojuje s Japonským mořem a Kurilské průlivy se severní částí Tichého oceánu. Maximální délka Ochotského moře od severu na jih je 2 455 km, šířka mezi mysem Borisova a střední částí ostrova je Paramušir je 1 407 km.
Břehy jsou mírně rozčleněné. Na severovýchodě se nachází největší záliv – Šelichovův záliv, který je rozdělený poloostrovem Tajgonos na Gižigský záliv a Penžinskou zátoku. V jižní části Ochotského moře jsou Anivský záliv a záliv Trpělivosti. V západní části moře je Sachalinský záliv, Udská zátoka a Tugurský záliv. Je zde poměrně málo ostrovů, nejvýznamnějšími jsou Šantarské ostrovy na severozápadě. Na severu jsou největší ostrovy v Taujském zálivu (ostrovy Zavjalova a Spafarieva). V otevřené moři je jen jeden skalnatý Jonášův ostrov.

## Dějiny
Staletí předtím, než se k Ochotskému moři dostali Japonci a Rusové, křižovali vody od Hokkaida po Kamčatku Ainuové, kteří zde rybařili a hráli klíčovou roli v živé kulturní a obchodní interakci v oblasti.
Prvními Evropany, kteří navštívili Ochotské moře (a pravděpodobně i ostrov Sachalin), byli ruští objevitelé Ivan Moskvitin a Vasilij Pojarkov ve 40. letech 17. století. V roce 1643 vplul z jihovýchodu do moře nizozemský kapitán Maarten Gerritsz Vries, který zmapoval části sachalinského pobřeží a Kurilské ostrovy, ale nerozpoznal, že Sachalin a Hokkaidó jsou ostrovy.
První a nejdůležitější ruskou osadou na pobřeží se stal přístav Ochotsk založený v roce 1647, který moři dominoval až do 40. let 19. století, kdy jeho obchodní síla ustoupila ruskému přístavu Ajan, odkud moře ovládala Rusko-americká společnost.
Počínaje rokem 1733 Velká severní expedice pod vedením Vita Beringa systematicky mapovala celé pobřeží Ochotského moře. Prvními neruskými evropskými mořeplavci, o kterých je známo, že propluli tímto mořem jinak než Vries, byli francouzský objevitel Jean-François de La Pérouse a britský mořeplavec William Robert Broughton. V roce 1805 prozkoumal východní pobřeží Sachalinu ruský mořeplavec Adam Johann von Krusenstern. Japonský objevitel Mamija Rinzo a ruský mořeplavec Gennadij Ivanovič Nevelskoj nezávisle na sobě zjistili, že Sachalin je ostrov oddělený od asijské pevniny úzkým průlivem.
V roce 1847 byla v Ochotském moři poprvé ulovena velryba grónská, která se následně mezi rokem 1852 a koncem 60. let 19. století stala hlavním úlovkem v moři. Mezi lety 1850 a 1853 se většina velrybářů vydávala do Beringova průlivu, ale nárůst konkurence, špatné ledové podmínky a klesající počty velryb donutily velrybáře vrátit se do Ochotského moře. Mezi roky 1854 a 1856 křižovalo Ochotské moře v průměru přes 160 velrybářských lodí. S poklesem úlovků se velrybáři opět vrátili po roce 1860 do Beringova průlivu.
V prosinci 2011 se v Ochotském moři u ostrova Sachalin potopila ropná plošina Kolskaja. Podařilo se zachránit 14 ze 67 pracovníků. Plošina těžila ropu pro ruskou společnost Gazprom. Podle provozovatele společnosti nevznikla žádná ekologická hrozba.
V říjnu 2012 se v Ochotském moři v bouři potopila nákladní loď Amurskaja, která patřila společnosti Polymetal, jejímž vlastníkem byl český podnikatel Petr Kellner. Loď převážela až 750 tun zlaté rudy, o 150 tun více než byla její nosnost. Nikdo z posádky nepřežil.

## Klima
Nejchladnějšími měsíci jsou leden a únor s průměrnou teplotou na severu −23 °C až −24 °C. V nejteplejších měsících (červenec a srpen) je průměrná teplota na severu okolo 15 °C. Na jihu je v zimě −5 °C až −7 °C, v létě je tam 14–18 °C.
Teplota povrchových vod v létě je 8–12 °C, v zimě je to pod 0 °C. Od října do června je téměř celé Ochotské moře zaledněné.
Ochotské moře leží v pásmu monzunového klimatu mírných šířek. Po většinu roku z pevniny vanou studené suché větry, které ochlazují severní polovinu moře.

## Flóra a fauna
Podle druhé skladby organismů žijících v Ochotském moři má arktický charakter. Druhy mírného (boreálního) pásma jsou díky termálnímu působení oceánských vod obývány převážně v jižní a jihovýchodní části moře. Ve fytoplanktonu moře převládají rozsivky, v zooplanktonu pak převládají klanonožci, medúzy, larvy měkkýšů a červi. Na pobřeží jsou početná sídliště slávek, plážovek, měkkýšů, ježovek a korýšů. Ve velkých hloubkách Ochotského moře byla nalezena bohatá fauna bezobratlých (křemité houby, sumýši, hlubokomořští osmipaprskovití koráli a korýši desetinožci) a ryb. Nejbohatší a nejrozšířenější skupinou rostlinných organismů jsou hnědé řasy. V Ochotském moři jsou také rozšířeny červené řasy a v severozápadní části rostou také zelené řasy. Z ryb zde je nejcennější losos. Komerčně se zde loví sledě, tresky, platýsi, navagy a huňáčci. Žijí zde také savci – velryby, tuleni a lachtani. Velký hospodářský význam mají také ploskonozí a kamčatští krabi.

## Čištění moře od vraků
Do roku 2027 probíhá ruský program na vyčištění Ochotského moře od vraků lodí, kterých je u pobřeží 200. Hromady rezivějícího kovu poškozují životní prostředí a ohrožují bezpečnost plavby a tak brání rozvoji regionů, zejména Magadanské oblasti. Vyčištění moře od vraků umožní lepší rybolov a Magadan také bude moci přijímat v přístavu více výletních lodí.

## Zálivy
- Nyjský záliv
- Sachalinský záliv
- Šelichovův záliv
  - Penžinská zátoka
  - Gižigský záliv
- Taujský záliv
- Tugurský záliv
- Udská zátoka
- záliv Trpělivosti

## Průlivy
- Tatarský průliv
- La Pérousův průliv
- Úžina Nevelského

## Přístavy
- Abaširi
- Južno-Sachalinsk
- Korsakov
- Magadan
- Nikolajevsk na Amuru, říční přístav
- Ochotsk
- Palana
- Wakkanai